# La Parade à vélo
 (août 2022).
La mise en forme du texte ne suit pas les recommandations de Wikipédia : il faut le « wikifier ».
Les points d'amélioration suivants sont les cas les plus fréquents :
- Les titres sont pré-formatés par le logiciel. Ils ne sont ni en capitales, ni en gras.
- Le texte ne doit pas être écrit en capitales (les noms de famille non plus), ni en gras, ni en italique, ni en « petit »…
- Le gras n'est utilisé que pour surligner le titre de l'article dans l'introduction, une seule fois.
- L'italique est rarement utilisé : mots en langue étrangère, titres d'œuvres, noms de bateaux, etc.
- Les citations ne sont pas en italique mais en corps de texte normal. Elles sont entourées par des guillemets français : « et ».
- Les listes à puces sont à éviter, des paragraphes rédigés étant largement préférés. Les tableaux sont à réserver à la présentation de données structurées (résultats, etc.).
- Les appels de note de bas de page (petits chiffres en exposant, introduits par l'outil «  Source ») sont à placer entre la fin de phrase et le point final[comme ça].
- Les liens internes (vers d'autres articles de Wikipédia) sont à choisir avec parcimonie. Créez des liens vers des articles approfondissant le sujet. Les termes génériques sans rapport avec le sujet sont à éviter, ainsi que les répétitions de liens vers un même terme.
- Les liens externes sont à placer uniquement dans une section « Liens externes », à la fin de l'article. Ces liens sont à choisir avec parcimonie suivant les règles définies. Si un lien sert de source à l'article, son insertion dans le texte est à faire par les notes de bas de page.
- La présentation des références doit suivre les conventions bibliographiques. Il est recommandé d'utiliser les modèles {{Ouvrage}}, {{Chapitre}}, {{Article}}, {{Lien web}} et/ou {{Bibliographie}}. Le mode d'édition visuel peut mettre en forme automatiquement les références.
- Insérer une infobox (cadre d'informations à droite) n'est pas obligatoire pour parachever la mise en page.

Pour une aide détaillée, merci de consulter Aide:Wikification.
Si vous pensez que ces points ont été résolus, vous pouvez retirer ce bandeau et améliorer la mise en forme d'un autre article.
La Parade à vélo (Bike Parade en VO) est le dixième et dernier épisode de la saison 22 de South Park, et le 297e épisode de la série globale. Il est la suite directe de l'épisode Pas livré.
Randy trouve le moyen de développer son commerce pendant que les enfants se font lâcher par Kenny.

## Résumé
Vu qu'ils ont trouvé de nouveaux travailleurs pour Amazon, Kyle, Eric, Stan et Kenny reçoivent leurs objets pour la parade à vélo. Mais Kenny les abandonne à cause de son père. 
Gérald Broflovski, voyant que Kyle a reçu ses colis, décidera de travailler chez Amazon à son tour. Kyle, Stan et Cartman décident d'annuler leur plan pour la parade à vélo et finissent par décider d'annuler la parade elle-même, l'absence de Kenny leur enlevant toute chance de gagner. 
Pendant que Josh (l'employé d'Amazon qui a eu un accident dans l'épisode précédent) mène la grève, tout le monde se met à fumer de la Tegridy Weed de Randy Marsh, qui trouve alors l'idée de faire fortune en distribuant son herbe dans South Park.  
Jeff Bezos kidnappe Josh et le fait exécuter. C'est alors que le PDG d'Amazon prend le pouvoir sur la ville, et même la Maire McDaniels, d'abord complice de Bezos, est dépassée. 
En plus, Noël arrive (Butters aussi a reçu ses cadeaux grâce à son père) et le Père Noël apparaît mais il s'en va aussitôt (en raison du bannissement de M. Hankey dans Un problème de caca). 
Kyle, Stan et Cartman vont à la mairie pour se plaindre du maintien de la parade à vélo. À la place ils trouvent Jeff Bezos, qui fait tuer Kenny par Alexa et leur annonce son plan : faire travailler toute la ville pour lui. Mais la "Tégrité" de Randy va motiver la ville à manifester auprès du PDG d'Amazon, ce qui le pousse à quitter South Park. Et finalement tous les enfants font la parade à vélo. 

## Mort deKenny
Jeff Bezos demande à Alexa de tuer Kenny, car Kyle lui a dit :
« Kenny avait raison à votre sujet, vous êtes un enfoiré ! »
« Oh, tu veux parler de ton petit camarade communiste ? Oui, il commence à devenir agressif lui aussi... Alexa, tue Kenny », répondit Jeff Bezos.
« D'accord je vais tuer Kenny pour vous », confirma Alexa.
Puis pendant la parade à vélo, on peut voir le vélo d'Eric Cartman qui traîne le cercueil de Kenny.